# Mine de Jinfeng
La mine de Jinfeng est une mine d'or à ciel ouvert et souterraine située en Chine dans la province du Guizhou,,. Elle est possédée depuis 2009 par Eldorado Gold, après le rachat par ce dernier de Sino Gold Mining. Sino Gold Mining avait démarré la production du site en 2007, après un début de construction en 2005 et une obtention de permis en 2001.